# タイバジル

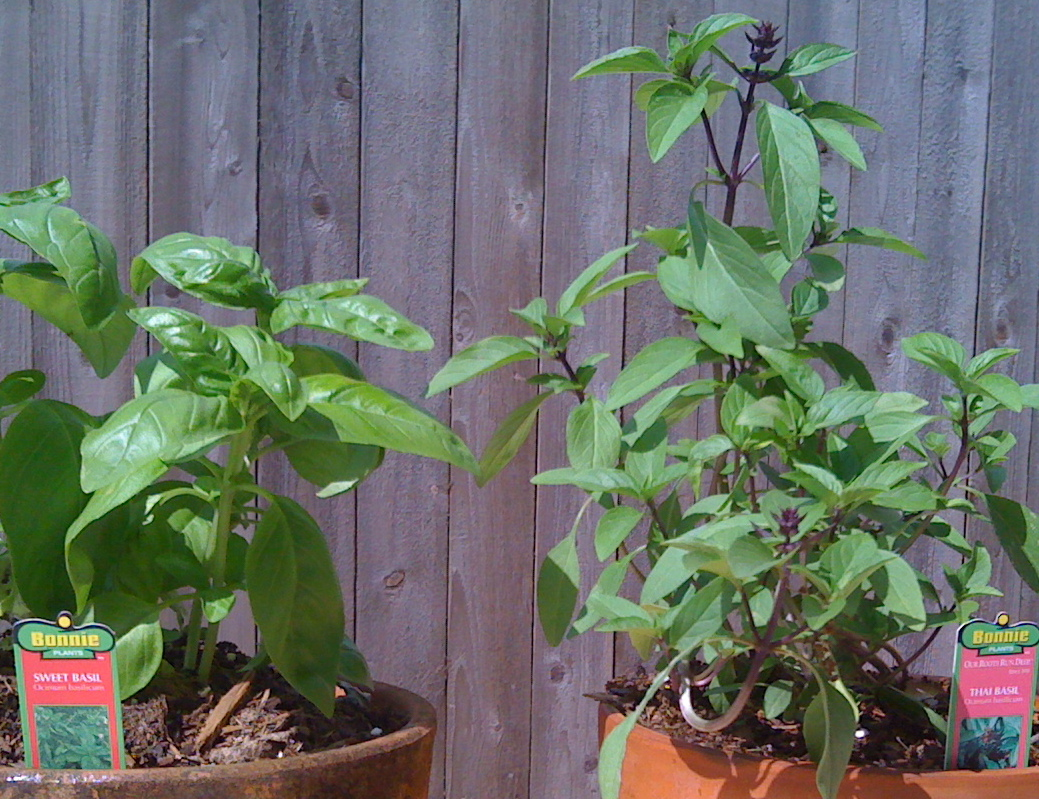
Sweet basil is light green with wide leaves while Thai basil has purple stems and flowers and spear-like leaves

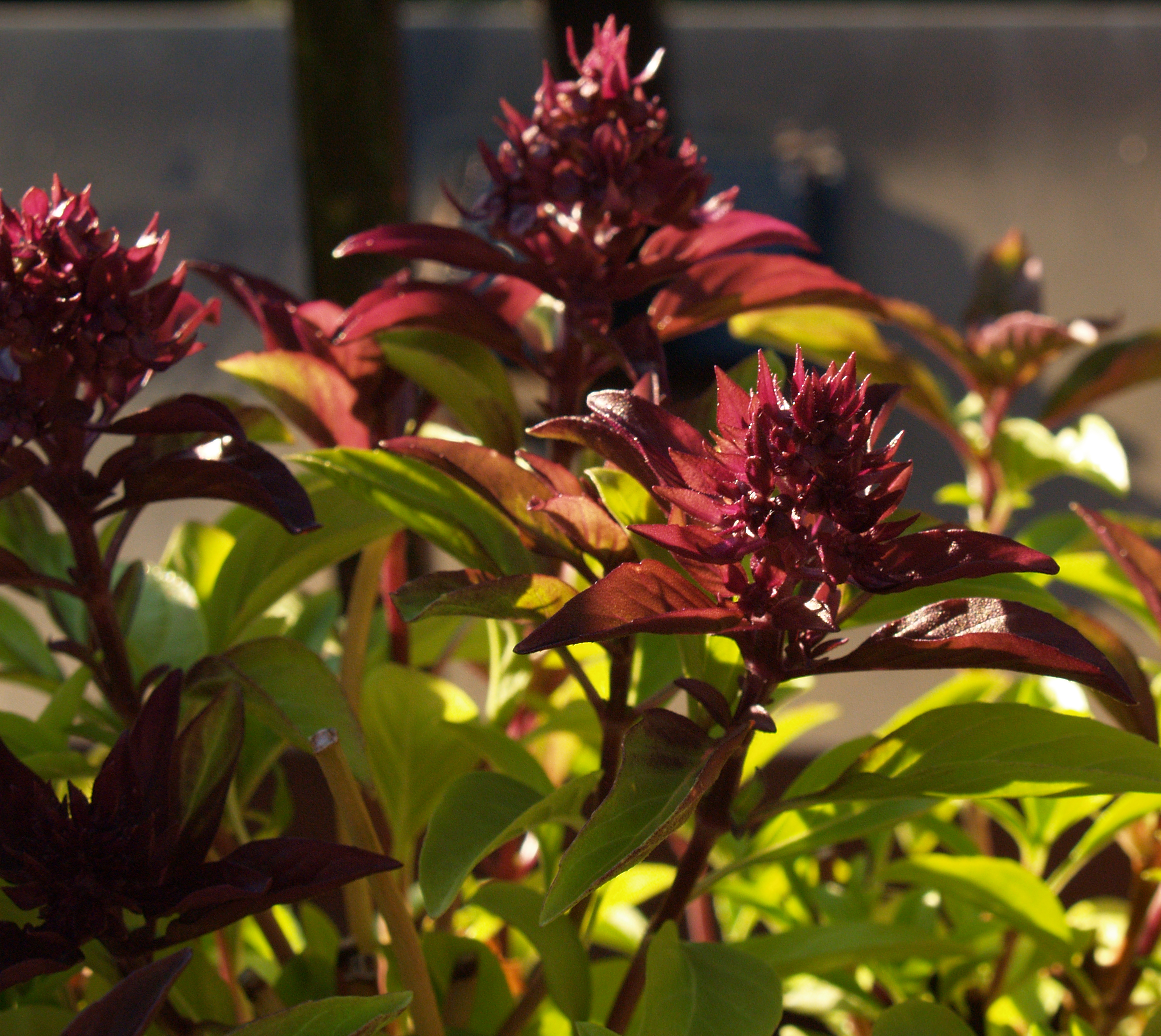
Late summer Thai basil flowers

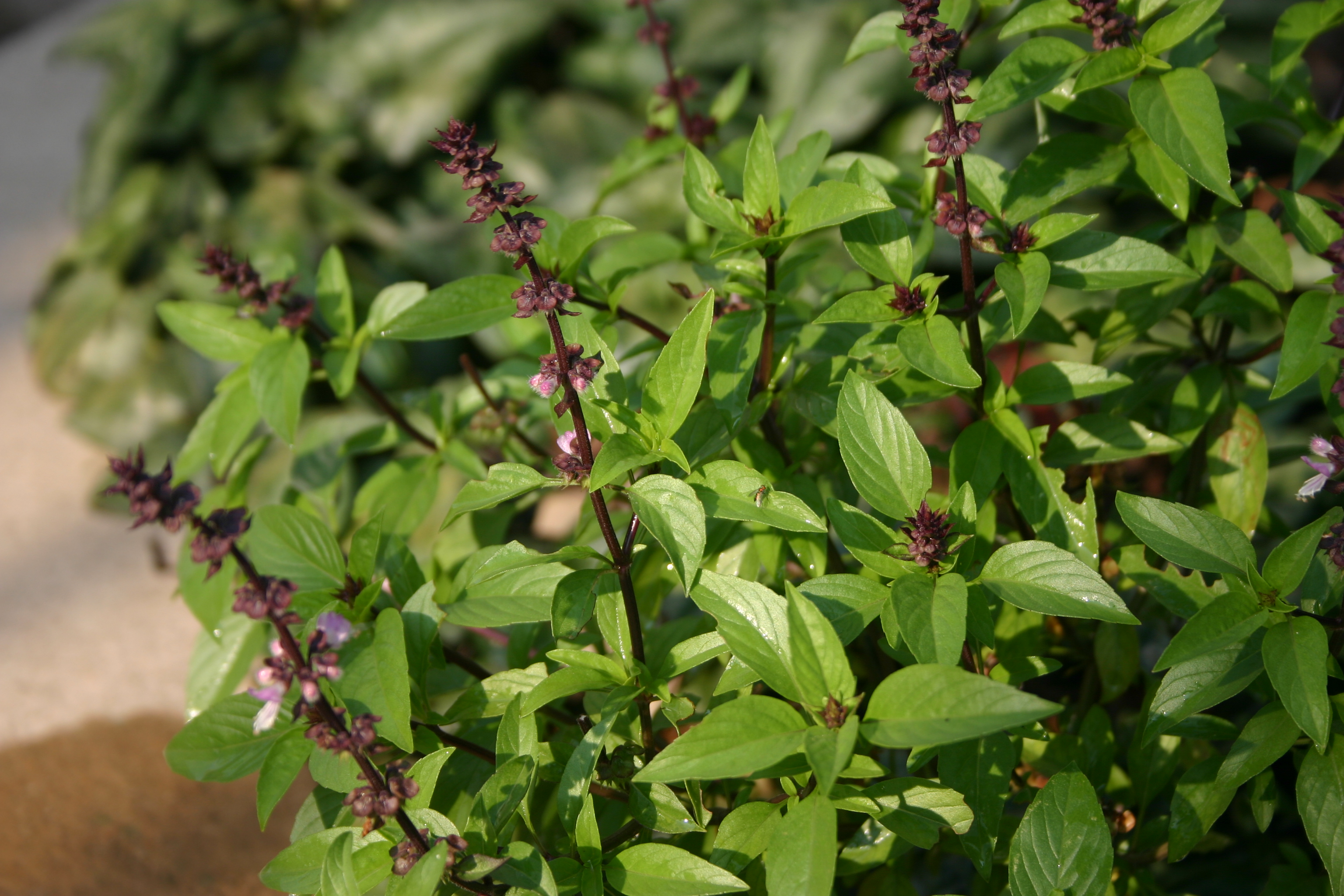
Midsummer Thai basil with flowers

タイバジル(Thai basil)は、東南アジア原産のバジルである。その際立った特徴のために栽培もされている。タイではホーラパー、ベトナムではフンクエー、台湾では九層塔と呼ばれる。東南アジアでは広く用いられ、その風味は、アニスやリコリス（スペインカンゾウ）に似て、わずかにスパイシーであるとされ、スイートバジルに比べて調理中の熱に対して安定である。葉は小さくて細く、茎は紫色、花は桃色から紫色である。

## 概要
タイバジルは高さ45 cm程度と小型だが丈夫であり、葉は光沢のある緑色で、小さな鋸歯状があり、リコリスを思わせるアニスのような甘い香りを持ち、スイートバジルにはない若干のスパイシーも持つ。
茎は紫色で、他のシソ科植物に似て四角い。葉は十字対生である。その学名が示すように、花は密錐花序である。花序は紫色で、花が開くと桃色になる。

## 分類と名前
スイートバジルには複数の品種があり、タイバジルはその一つである。アニスやリコリスに似た香りを持つことから、anise basilやlicorice basilとも呼ばれるが、同じ名前を持つ西洋の株とは異なるものである:92。
ベトナム語では、「シナモンバジル」を意味する名前で呼ばれることもあるが、シナモンバジルは通常、別の品種を指す。
シソ科の大半に当てはまるが、強い香りを持つため、属名のOcimumは、ギリシャ語で「匂い」を意味する言葉に由来する。バジルには40以上の品種があり、多様な味、香り、色は、品種の特定に混乱をもたらす。
タイ料理には、主に3種類のバジルが用いられる。
- タイバジルは、東南アジアで広く使われ、特にベトナム料理では重要な役割を果たす。西洋でアジア料理を作る際に最も用いられる品種でもある。
- ホーリーバジルは、スパイシーでコショウやクローブのような味を持ち、恐らくタイ国民が最も愛するバジルである[8]:93[11]。インドにおいて、料理や医薬品、宗教用途で広く用いられる。
- レモンバジルは、名前の通りレモンに似た香りと味を持つ。タイレモンバジルとも呼ばれるが、タイでは用いられることが最も少ないバジルである[8]:94。ミセスバーンズ・レモンバジルとは異なる品種である。

台湾では、「九階建てのパゴダ」という意味の「九層塔」という名前で知られる。

## 利用
タイ、ベトナム、ラオス、カンボジア等、東南アジアの料理に広く用いられる。タイバジルの葉はグリーンカレーやレッドカレーの材料として頻繁に用いられる。一方、タイでは、パッキーマオや多くの鶏肉、豚肉、シーフード料理にはホーリーバジルが使われるが:178、西洋では、これらの料理にもホーリーバジルより入手が容易なタイバジルを用いることが多い。タイバジルは、台湾料理で非常に人気のある三杯鶏の重要な材料である。調味料としても用いられる生のタイバジルの皿は、フォー、ブンボーフエ、バインセオ等のベトナム料理の添え物としてしばしば提供される。

## 栽培
タイバジルは多年草であるが、通常は一年草として栽培される。熱帯植物であるため、霜の降りる可能性のない非常に暖かい気候でのみ、栽培できる。アメリカ合衆国農務省の耐寒性ゾーンでは10とされる。種子か挿し木から育てることができ、pH6.5-7.5かつ肥沃で水はけの良い土壌と1日当たり6-8時間の日照を必要とする。葉が苦くならないように花は摘み取る。定期的に何枚かの葉を摘み取り再成長を促すことで、繰り返し収穫できる。